# Demostenes
Demostenes (gr. Δημοσθένης Dēmosthénēs, 384–322 p.n.e.) – mówca grecki, polityk, stanowczy przeciwnik macedońskiej dominacji w świecie greckim.

## Życiorys

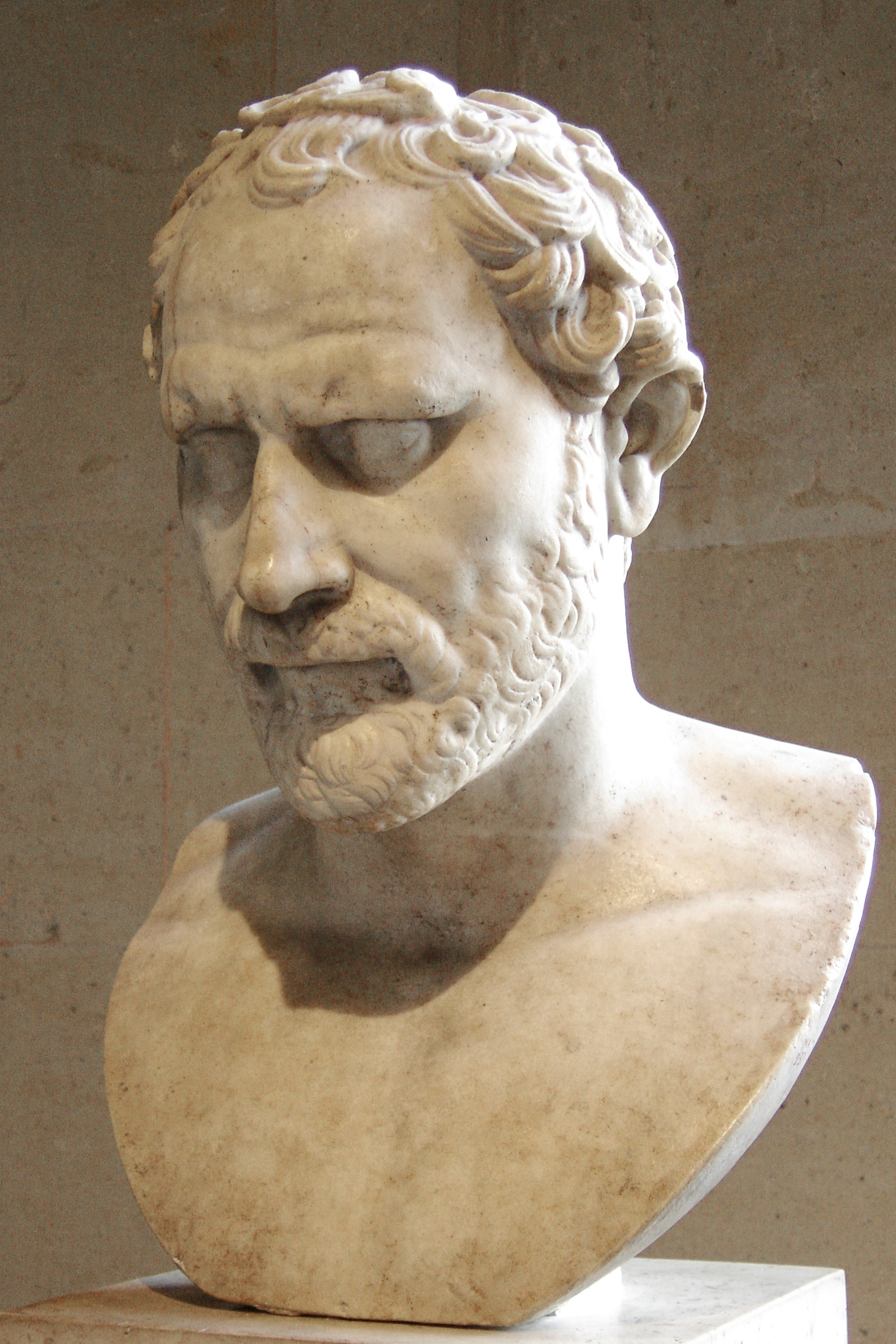
Demostenes

Wywodził się z zamożnego rodu, ale został sierotą w dzieciństwie (jego ojciec umarł, gdy Demostenes miał 7 lat). Cierpiał w młodości niedostatek, gdyż opiekunowie chłopca pozbawili go majątku. Po dojściu do pełnoletniości rozpoczął długi proces z opiekunami. W końcu go wygrał, ale majątku już nie odzyskał. Aby zarobić na życie został logografem, czyli osobą piszącą mowy dla stron stających przed sądem. W owym czasie prawo ateńskie wymagało, aby strony osobiście broniły swych praw, a nie korzystały z usług adwokatów. Mowy jego zyskały takie uznanie, że Demostenes w bardzo krótkim czasie zdobył sporą klientelę. W trzydziestym roku życia porzucił zawód logografa i poświęcił się całkowicie działalności politycznej w Atenach. W 355/354 p.n.e. zagrzewał współobywateli do wzmocnienia floty wobec grożącej wojny z Persami.
Od 351 p.n.e. Demostenes całą potęgę swej wymowy zwrócił przeciwko Filipowi Macedońskiemu, uważając go za największego wroga swobód greckich. Mowy przeciwko Filipowi, zwane filipikami, przyniosły Demostenesowi wielką sławę. Już pierwsza mowa powstrzymała Filipa od zajęcia Termopil, co wydałoby Grecję środkową na jego łaskę i niełaskę. Trzema mowami olintejskimi Demostenosowi udało się skłonić Ateńczyków do ruszenia na pomoc oblężonemu przez Macedończyków Olintowi, ale flota ateńska przybyła już po zdobyciu miasta. W dalszych filipikach Demostenes wzywał rodaków do zwiększenia zbrojeń, do podniesienia podatków, zredukowania wydatków na przedstawienia teatralne i zagrzewał do wytrwania w oporze.
Choć w 338 p.n.e. Demostenes zawarł przymierze z Tebami, bitwa z Filipem pod Cheroneą skończyła się straszną klęską sojuszników (338 p.n.e.), w wyniku której prawie cała Grecja została podporządkowana Macedonii. Demostenes, który brał udział w bitwie, nie potrafił obronić ojczyzny orężem, tak jak jej bronił wymową i uciekł wraz z innymi Ateńczykami z pola bitwy. Zaufania współobywateli jednak nie stracił, a nawet został postawiony wniosek obdarzenia go złotym wieńcem, najwyższą odznaką honorową tej epoki. Wskutek gwałtownego sprzeciwu stronnictwa promacedońskiego z Ajschinesem na czele, sprawa uległa zwłoce aż do roku 330 p.n.e. i wtedy uhonorowany wieńcem Demostenes wygłosił jedną ze swych najsłynniejszych mów: „O wieńcu".
Po śmierci Filipa Demostenes nie ocenił należycie młodocianego Aleksandra i wzywał do gwałtownego oporu przeciwko niemu. Zwycięstwo Aleksandra nad Tebańczykami (zbuntowane miasto zostało zdobyte, a jego mieszkańcy sprzedani w niewolę) wywołało taki popłoch w Atenach, że planowano nawet wydać wielkiego mówcę zwycięskiemu królowi.
W roku 324 p.n.e. uciekł do Aten skarbnik Aleksandra Harpalos, przywożąc z sobą olbrzymie sumy ukradzione macedońskiemu królowi. Mimo że Demostenes był początkowo przeciwny udzieleniu mu azylu, Harpalos w Atenach pozostał, a jego pieniądze zasiliły ateński skarbiec i zostały oddane w pieczę Demostenesowi, który ich część zużył na potrzeby państwowe. Gdy Aleksander, który wówczas przebywał w Mezopotamii, zażądał zwrotu, Demostenes nie mógł się z tych pieniędzy rozliczyć i został skazany na zapłacenie ogromnej kwoty 50 talentów. Kara ta przekraczała finansowe możliwości mówcy. Demostenes uciekł na wyspę Eginę, skąd wrócił po roku, po śmierci Aleksandra (323 p.n.e.). Odżyły wtedy nadzieje Greków na wyzwolenie się spod jarzma macedońskiego. Jednak wojna z Antypatrem przybrała niepomyślny dla Hellenów przebieg (bitwa pod Krannon) i Ateny otrzymały macedońską załogę. Wtedy na wniosek Demadesa Demostenes został skazany na śmierć, przed którą uciekł do świątyni Posejdona na wyspie Kalauria. Znaleziony tam przez żołnierzy Antypatra, otruł się, by nie wpaść w ręce znienawidzonego wroga.

## Twórczość
Znane obecnie jest 61 mów Demostenesa (starożytni znali ich 65), 56 wstępów do wielkich mów i 6 listów, prawdopodobnie sfałszowanych. Na pięknie i wielkiej wartości jego mów poznali się już starożytni, którzy pilnie je studiowali. Pierwsze zbiorowe drukowane wydanie pism Demostenesa wyszło w 1504 u Aldusa w Wenecji. Pierwszych tłumaczeń filipik na język polski dokonali Ignacy Nagurczewski (1774), A. Oskard (1869), I. Poeche (1883–1885). W wieku XX mowy Demostenesa były przekładane na język polski wielokrotnie przez kolejnych tłumaczy.
Jedną z najlepszych monografii o Demostenesie jest „Demosthenes und seine Zeit", Schafera (2 wyd., 1885–87). W mowach Demostenesa odzwierciadla się przede wszystkim jego wielka miłość do ojczyzny i troska o jej dobre imię. Bardzo wysoki jest również etyczny poziom jego mów – rzecz w Attyce niecodzienna. Charakterystyczna jest w nich chłodna bezlitosna złośliwość przy równoczesnym braku poczucia humoru. Pod względem stylistycznym mowy jego nie mają sobie prawdopodobnie równych w całej literaturze krasomówczej świata, a znawców zachwyca ich artystyczna konstrukcja, niezwykła harmonia całości, bogactwo słownictwa, dobór i muzyka wyrazów, jędrność, zwartość i wyrazistość wypowiedzi.